# DFS 193
Die DFS 193 war ein projektiertes Versuchsflugzeug der  Deutschen Forschungsanstalt für Segelflug (DFS).

## Geschichte
Entworfen wurde das Flugzeug 1936 von Alexander Lippisch und dem DFS-Konstrukteur Roth, wobei beide bezüglich der Auslegung verschiedene Meinungen hatten. Das Flugzeug ähnelte im grundsätzlichen Aufbau dem Storch IX von Alexander Lippisch und der Gotha Go 147.
Die DFS 193 war ein zweisitziges schwanzloses Versuchsflugzeug in Hochdeckerbaukonfiguration. Damit sollte die militärische Verwendung von schwanzlosen Flugzeugen untersucht werden. Es war dabei wohl vor allem an die Verwendung als Nahaufklärer gedacht, bei dem der Heckschütze ein fast ungestörtes Schussfeld gehabt hätte. Als Triebwerk war ein Argus As 10 C mit 240 PS vorgesehen. Ein Modell wurde um 1936 im Windkanal der AVA Göttingen untersucht, zum Bau eines Prototyps kam es nicht mehr.

## Technische Daten

Dreiseitenriss

| Kenngröße       | Daten                              |
| --------------- | ---------------------------------- |
| Besatzung       | 2                                  |
| Länge           | 5,97 m                             |
| Spannweite      | 11,06 m                            |
| Höhe            | 3,1 m                              |
| Flügelfläche    | 17,08 m²                           |
| Flügelstreckung | 7,2                                |
| Leermasse       | 750 kg                             |
| max. Startmasse | 1065 kg                            |
| Triebwerke      | ein Argus As 10 C; 240 PS (177 kW) |